# (6364) Casarini
(6364) Casarini (1981 ET) – planetoida z grupy pasa głównego asteroid okrążająca Słońce w ciągu 4,56 lat w średniej odległości 2,75 j.a. Odkryta 5 marca 1981 roku.